# Past na rodiče
Past na rodiče je romantická komedie z roku 1998, kde si hlavní role zahráli Dennis Quaid, Natasha Richardson a Lindsay Lohan. Film je druhou adaptací německé novely Luisa a Lotka spisovatele Ericha Kästnera. Scenáristkou a režisérkou filmu je Nancy Meyers a scenáristou a producentem se stal Charles Shyer.

## Děj
V roce 1986 se Nick Parker (Dennis Quaid) a Elizabeth James (Natasha Richardson) setkávají a uzavírají sňatek na zaoceánské lodi RMS Queen Elizabeth II. Po narození jejich dvojčat Annie a Hallie (Lindsay Lohan) se rozvádí a rozdělují si dvojčata. Nick vychovává Hallie v Napa Valley a věnuje se pěstování vína, zatímco Elizabeth vychovává Annie v Londýně a pracuje jako úspěšná designérka svatebních šatů.
O jedenáct let později se Nick a Elizabeth shodou okolností rozhodují poslat své dcery do stejného dívčího tábora v Maine nazvaném Tábor Walden. Poprvé se setkají na konci šermířského zápasu. Po několika šprýmech jsou dvojčata odsouzena vedoucí táboru žít na samotce, kde zjišťují, že se narodily ve stejný den a poté co si ukáží v půlce stejně roztrženou svatební fotografii svých rodičů, zjišťují, že jsou dvojčata. V hlavě se jim naskytne plán, jak poznat druhého rodiče. Snaží se naučit chování té druhé, se záměrem vyměnit si místo na konci tábora.
Plán úspěšně plní. Hallie odjíždí do Londýna za matkou, kterou nikdy nepoznala, dědečkem Charlesem a Jamesem, rodinným sluhou Martinem (Simon Kunz). Annie, která předstírá, že je Hallie, odjíždí do Kalifornie za svým otcem, rodinnou hospodyní Chessy (Lisa Ann Walter), psem Sammym a Nickovou mladou snoubenkou Meredith Blakovou (Elaine Hendrix), která se zajímá jen o Nickovy peníze. Annie má však plán, jak zásnuby zrušit. Brzy všichni zjišťují, že došlo k záměně. Plánem Annie je dát Elizabeth a Nicka znovu dohromady. Hallie, Annie, Chessy, Martin a Charles se setkávají v hotelu v San Franciscu. Po několika komických scénách se Nick a Elizabeth setkávají a zjišťují, že došlo k záměně. Dívky pro své rodiče připravily večeři na lodi, kde jídlo servírují Chessy a Martin.
Dívky se nechtějí rozloučit a tak naplánují, aby je rodiče vzali na výlet před začátkem školy. Namísto Elizabeth odjíždí Meredith. Během výletu dívky na Meredith zkouší několik šprýmů. Meredith nakonec dává Nickovi ultimátum: ona nebo děti. Nick si vybírá děti a ruší se jejich zásnuby.Když se Nick vrátí domů, ukazuje Elizabeth svojí kolekci vín, včetně vína, které pili na svatbě. Elizabeth se nakonec rozhodne odjet do Londýna s Annie. Když však dorazí do Londýna, nachází Hallie a Nicka v jejich domě. Film končí svatbou Nicka a Elizabeth na stejné lodi, dívky jsou družičky a Martin žádá Chessy o ruku.

## Obsazení
| Lindsay Lohan        | Annie James a Hallie Parker |
| Dennis Quaid         | Nick Parker                 |
| Natasha Richarson    | Elizabeth James             |
| Elaine Hendrix       | Meredith Blake              |
| Lisa Ann Walter      | Chessy                      |
| Simon Kunz           | Martin                      |
| Polly Holliday       | Marva Kulp starší           |
| Maggie Wheeler       | Marva Kulp mladší           |
| Ronnie Stevens       | Charles James               |
| Joanna Barnes        | Vicki Blake                 |
| J. Patrick McCormack | Les Blake                   |